# Veveriček posebne sorte
Veveriček posebne sorte je naslovni lik in tudi glavni literarni lik živalske zgodbe, ki jo je napisala Svetlana Makarovič. Pravljica je bila tudi uprizorjena v Lutkovnem gledališču Ljubljana v režiji Jaše Jamnika.

## Predstavitev lika
Veveričku posebne sorte je ime Čopko in je najmanjši od vseh petih veveričk veverice Puhanke. Ko so vse veveričke naredile svoj prvi skok z drevesa, ga Čopko ni mogel. Puhanka ga je pokarala, češ, naj ji ne dela sramote s svojo strahopetnostjo. Vendar, ko ji je le dopovedal in ga je pogledala od blizu, je videla, da ima eno tačko nenavadno skrivljeno in tanjšo od ostalih. S takšno tačko pa nikoli ne bo tak kot druge veverice in seveda so se o tem raznesle govorice. »Kot da je skakanje in plezanje edino, kar imajo veverice početi na svetu!« Puhankina teta, stara Replja, je Puhanki rekla, da bo ravno Čopko imel veliko časa, da se nauči česa boljšega od skakanja in plezanja. In res, Čopko je počasi začel opazovati svet okoli sebe, poskušal razno razne stvari, ki se jih je tudi naučil: peti; seštevati in odštevati lešnike; razločevati liste raznih dreves; opazovati življenje ptic, rož, drevja; napovedovati vreme. Medtem pa so ostale veverice celo poletje porabile za skakanje in plezanje. Čopko je postal najpametnejši in najbolj izkušen veveriček v vsem gozdu, tako da so vse veverice hodile k njemu po nasvete. In na koncu je, od skakanja utrujenim vevericam, Čopko začel pripovedovati pravo veveričjo pravljico, ki si jo je izmislil: »Tih aprilski dežek je rosil na smrekovje Veveričjega gaja …«. Pripovedoval je svojo zgodbo.

## Narativna analiza
Čopko je lik posebnega, drugačnega otroka. Kot tak simbolizira drugačnost. Kar v družbi pomeni ne ustrezati njenim normam, njenemu vzorcu. Družba drugačnega izloči, ga označi. 
```
 drugáčen  -čna -o prid. (ȃ) 
```

1. ki se po lastnostih razlikuje od določenega biti drugačen;
2. ki ni tak kot navadno, ampak spremenjen.
Na drugi stani pa ta pridevnik opisuje lastnost posameznika, saj je vsak posameznik po svoje drugačen, kar ga dela edinstvenega in neponovljivega. 
Biti drugačen tako pomeni imeti nekaj svojega. Svojo drugačnost tudi opazimo, si jo priznamo in jo celo delimo z okolico, a se le ta težko sprijazni s tem, saj s tem nismo po njenem merilu. Tako je Čopko sam moral mami Puhanki dopovedati, da on tega ne zmore, da je drugačen. Mlademu kosu je kar naravnost povedal: »Jaz ne moram skakati in plezati. Zaradi tačke veš.« 
Kot pri vseh stvareh nam tudi pri drugačnosti pomaga podpora najbližjih in nam pomembnih oseb. Pomembno se je zavedati svoje drugačnosti, z njo živeti in je ne skrivati. Drugačnost nam daje veliko možnosti in priložnosti za nove, ostali družbi drugačne izzive, le prepustiti se jim moramo. Čopko je našel svoje veselje in njegova hiba mu je omogočila drugačno, še bolj zanimivo, polno življenje. O katerem je na koncu tudi pripovedoval. Biti drugačen je zanimivo.
Sporočilo tega literarnega lika je: »Ohranimo drugačnost in bodimo zvesti samemu sebi.«
Avtorica s to živalsko pravljico želi podati moralni nauk, na otroku zanimiv način. Veveriček je prispodoba otroka, ki je drugačen in ta njegova zgodba nam daje pozitivno pogled na drugačnost, saj je konec zelo pozitiven.

## Primerjava z drugimi pravljicami
Temo o drugačnosti zasledimo tudi v živalski zgodbi avtorja Josefa in Piotra Wilkon: Muca Rozalinda. Tukaj ima mačja družina tudi pet mladičev, ki so črni razen zadnja muca ima rdečo dlako. In to je bila sramota za rod poznan po črni dlaki. Tudi vse ostale stvari je počela drugače kot pa običajne muce, po svoje. Če bi se obnašala kot se spodobi, bi lahko ostala doma, vendar se je muca Rozalinda sama odločila da gre v svet. Prišla je daleč, postala je pevka in bila celo na televiziji. Ravno, ko je muc Kazimir risal rodbinsko drevo, je prišla domov Rozalinda s svojimi mucki in zadnji je bil črn kot oglje. Družina jo je na koncu le sprejela.